# أرماندو ألفاريز
أرماندو ألفاريز ألفاريز (بالإسبانية: Armando Álvarez)‏، المعروف اختصاراً باسم أرماندو (من مواليد 18 يوليو 1970 في كولمار، الألزاس)، هو لاعب كرة قدم إسباني متقاعد، لعب في مركز المدافع.

## وصلات خارجية
- BDFutbol profile
- National team data
- أرماندو ألفاريز على موقع الاتحاد الدولي (مؤرشف)  (الإنجليزية)
- أرماندو ألفاريز على موقع قاعدة بيانات كرة القدم.إي يو (الإنجليزية)
- أرماندو ألفاريز على موقع ناشيونال فوتبول تيمز (الإنجليزية)